# Vila Cardoso
Vila Cardoso é uma vila de origem quilombola situada junto à PA-102, no município de Viseu, nordeste do estado do Pará, entre a BR-316 e a PA-142.
Tem cerca de 1000 habitantes. No período de novembro até março acontece a safra do açaí, em que se baseia a economia da comunidade.